# Polyptychopsis
Polyptychopsis este un gen de molii din familia Sphingidae. Conține o singură specie, Polyptychopsis marshalli, care este întâlnită în Africa.
Anvergura este de 53–58 mm.

## Subspecii
- Polyptychopsis marshalli marshalli
- Polyptychopsis marshalli auriguttatus (Gehlen, 1934)
- Polyptychopsis marshalli meridianus (Kernbach, 1963)